# Château de la Velle
Le château de Velle est un château XVIe siècle situé à Meursault (Côte-dOr) en Bourgogne-Franche-Comté.

## Localisation
La maison forte de la Velle est située au sud de Meursault, sur la rive est de la RD 113b au 17, rue de la Velle.

## Historique
Appelé aussi castel de Villeneuve son origine remonterait au XIIIe siècle. Il passe dans les mains de nombreux seigneurs jusqu'à ce que les huguenots en prennent possession au XVIe siècle. A la fin du XVIIIe siècle il appartient à Guéret de Villeneuve[réf. souhaitée].

## Architecture
L’ensemble des bâtiments composé de tours, de logis et de communs se répartissent autour d'une cour ouverte sur la rue à l'ouest et sur les vignes à l'est. Au nord les bâtiments comprennent une cave, un rez-de-chaussée et deux à trois étages, dont un étage de comble avec toits à deux versants couverts de tuiles plates. Baies rectangulaires, dont certaines à linteau délardé, portes charretières en plein cintre et jours en archère. Bâtiment de communs couvert d'un toit à longs-pans de tuiles plates. Moellons de pierre apparents. Baies rectangulaires et portes charretières en plein cintre, en arc segmentaire et en anse de panier, avec encadrement en pierre. Four à pain en fond de cour à l'est. Toit à deux versants couverts de laves. Moellons de pierre. Baies rectangulaires avec encadrement en bois (linteau) ou en pierre. Dans la cour un four à pain ainsi qu'un très beau pressoir dans l'un des bâtiments. Présence d'un puits ayant conservé son porte-poulie en pierre à l'entrée de la cour[réf. souhaitée].
Éléments protégés MH : le château, y compris le four et le puits et son porte-poulie: inscription par arrêté du 17 février 1989.

## Valorisation du patrimoine
Bernadette et Bertrand Darviot dont les ancêtres étaient déjà vignerons à Beaune avant la Révolution y ont installé leurs chaix depuis 1973[réf. souhaitée].